# Élodie Fontan
Pour les articles homonymes, voir Fontan (homonymie).
Élodie Fontan est une actrice et mannequin française, née le 9 juillet 1987 à Bondy (Seine-Saint-Denis).
Elle apparaît dans plusieurs séries télévisées et joue des rôles réguliers dans La Croisière foll'amour (1996-1998) et Seconde Chance (2008-2009), avant de se faire connaître auprès du grand public grâce à son rôle dans la série à succès Clem (2010-2019). Elle réapparaît dans la série Cat's Eyes.
Elle tourne au cinéma dans des comédies populaires comme Qu'est-ce qu'on a fait au Bon Dieu ? et ses suites (Qu'est-ce qu'on a encore fait au Bon Dieu ?, Qu'est-ce qu'on a tous fait au Bon Dieu ?) mais aussi Babysitting 2, Venise sous la neige, Alibi.com, Alibi.com 2, Mission Pays basque, Brillantissime, Nicky Larson et le Parfum de Cupidon.

## Biographie

### Jeunesse et formation
Native de Bondy en Seine-Saint-Denis, Élodie Fontan débute très jeune dans des publicités françaises pour Nissan, Quick, Euro Disney et pour Alsa.
Elle tourne en parallèle pour le cinéma, notamment avec Gérard Depardieu et avec Michèle Laroque dans la comédie populaire Le Plus Beau Métier du monde (1996).
Durant son enfance et son adolescence, elle participe à des compétitions d'équitation.
En 1997, elle joue le rôle de Strellina dans la série télévisée du groupe AB La Croisière foll'amour.

### Carrière

#### Révélation (2009-2016)

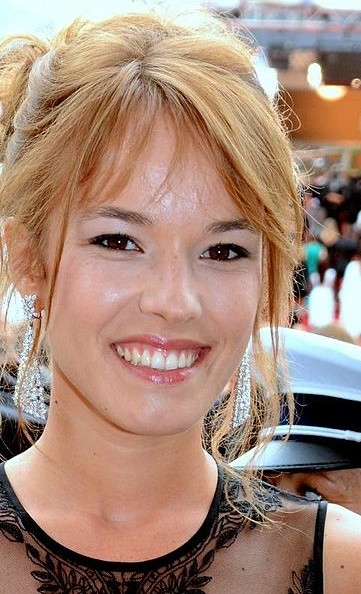
L'actrice au Festival de Cannes 2014, à la suite du succès de Qu'est-ce qu'on a fait au Bon Dieu ?.

En 2009, Élodie Fontan gagne en notoriété en jouant un personnage de la série Clem, diffusée sur TF1. Elle interprète le rôle d'Alyzée, la meilleure amie de Clem et marraine de son fils Valentin ainsi que plus tard sa « belle sœur ».
En 2010, elle joue dans la série Joséphine, ange gardien dans l'épisode Un bébé tombé du ciel (saison 12 épisode 12) auprès de Mimie Mathy.
En 2014, elle rejoint le casting de la comédie Qu'est-ce qu'on a fait au Bon Dieu ? aux côtés de Chantal Lauby, Christian Clavier ou encore Frédérique Bel.
En 2015, elle fait partie du casting du film Babysitting 2 réalisé par Philippe Lacheau. Elle retrouve le réalisateur (devenu son conjoint) pour son projet suivant, la comédie Alibi.com, sortie l'année suivante.

#### Comédies populaires (depuis 2016)
Élodie Fontan partage l'affiche de la comédie Venise sous la Neige (2016), avec Arthur Jugnot, un film adapté de la pièce de théâtre du même nom,.
Accompagnée par Florent Peyre, elle incarne le personnage principal de la comédie Mission Pays basque du réalisateur Ludovic Bernard,,.
Philippe Lacheau lui confie les premiers rôles féminins de ses comédies Alibi.com (2017), puis Nicky Larson et le parfum de Cupidon en 2019 dans lequel elle incarne Laura Marconi.
Début 2019, elle revient dans la suite Qu'est-ce qu'on a encore fait au Bon Dieu ?, de Philippe de Chauveron. La même année, elle est l'héroïne de la mini-série Prise au piège, diffusée en première partie de soirée sur M6 et qui lui permet d'évoluer dans un registre dramatique. Il s'agit de l'adaptation française de la série espagnole Vis à vis, créée par Álex Pina. Ce programme raconte la vie d'une jeune femme qui se retrouve en prison après avoir été accusée d'homicide alors qu'elle est innocente,,.
En 2021, elle tient le rôle d'Éléonore dans Super-héros malgré lui, réalisé par Philippe Lacheau. Elle est à l'affiche de Qu'est-ce qu'on a tous fait au Bon Dieu ?, troisième volet de la saga toujours réalisé par Philippe de Chauveron. En 2023, elle partage l’affiche dans Alibi.com 2 avec Philippe Lacheau.

### Vie privée
Depuis 2015, elle est en couple avec le réalisateur et acteur Philippe Lacheau,, qu'elle a rencontré au festival de Cannes et qui lui a proposé un rôle dans Babysitting 2 (elle intègre finalement sa troupe : La Bande à Fifi). De leur union naît le 7 décembre 2019 un garçon prénommé Raphaël. Ils se sont pacsés à la suite d'un contrat de pacse en date du 29 mai 2020 à Marly-le-Roi.

## Filmographie

### Cinéma

#### Longs métrages
- 1996 : Le Plus Beau Métier du monde de Gérard Lauzier : Fanny
- 2014 : Qu'est-ce qu'on a fait au Bon Dieu ? de Philippe de Chauveron : Laure Verneuil
- 2015 : Babysitting 2 de Philippe Lacheau : Julie
- 2016 : Venise sous la neige d'Elliott Covrigaru : Nathalie
- 2017 : Alibi.com de Philippe Lacheau : Florence Martin
- 2017 : Mission Pays basque de Ludovic Bernard : Sibylle Vernier
- 2018 : Brillantissime de Michèle Laroque : Parachutiste 3
- 2018 : Nicky Larson et le Parfum de Cupidon de Philippe Lacheau : Laura Marconi
- 2019 : Qu'est-ce qu'on a encore fait au Bon Dieu ? de Philippe de Chauveron : Laure Verneuil-Koffi
- 2021 : Super-héros malgré lui de Philippe Lacheau : Eléonore
- 2021 : Qu'est-ce qu'on a tous fait au Bon Dieu ? de Philippe de Chauveron : Laure Verneuil-Koffi
- 2023 : Alibi.com 2 de Philippe Lacheau : Florence
- 2023 : 3 Jours max de Tarek Boudali : la femme des Services Secrets
- 2025 : Anges & Cie  de Vladimir Rodionov : Raphaëlle
- 2026 : Le Marsupilami de Philippe Lacheau :  Tess

#### Courts métrages
- 2015 : Starmen de Alexandre Pansieri : San

### Télévision

#### Séries télévisées
- 1997 : La Croisière foll'amour : Strellina (25 épisodes)
- 2006 : Boulevard du Palais : Lisa Viannet (épisode Meurtre en négatif)
- 2007 : RIS police scientifique : Lisa Berthier (épisode L'ombre d'un doute)
- 2007 : Brigade Navarro : Élodie Revault (épisode Carambolage)
- 2008 : Pas de secrets entre nous : Vanessa (4 épisodes)
- 2008 : Paris, enquêtes criminelles : Claire Beaupré (1 épisode)
- 2008-2009 : Seconde Chance : Aona (13 épisodes)
- 2009 : Femmes de loi : Aurore (épisode Un loup dans la bergerie)
- 2010-2019 / 2023 : Clem : Alyzée "Al" Bertier puis Moron (Saison 1 à 9 puis 13- 48 épisodes)
- 2010 : Joséphine, ange gardien : Alexandra (épisode 12, saison 12)
- 2011 : Le Jour où tout a basculé : Louise (épisode Mon examinateur a tenté de me violer)
- 2013 : Le Jour où tout a basculé… À l'audience : Sandra Buchet (épisode Harcèlement au bureau)
- 2014 : Si près de chez vous : Anaïs (épisode Double jeu)
- 2014 : RIS police scientifique : Cécile Carrera (épisode Le rat et la danseuse)
- 2014 : Duel au soleil : Peggy (épisode 2, saison 1)
- 2019 : Prise au piège de Karim Ouaret : Anna Rivière (mini-série - 6 épisodes)
- 2021 : Sam de Philippe Lefebvre : Une infirmière (épisode 3, saison 5)
- 2024 : Cat's Eyes, création de Michel Catz, réalisée par Alexandre Laurent : Prudence

#### Téléfilms
- 2005 : Sois le meilleur de Christophe Barraud : Anne-Sophie
- 2005 : Seconde chance de Miguel Courtois : Aona
- 2007 : Marie Humbert, le secret d'une mère de Marc Angelo : Estelle
- 2008 : Marie et Madeleine de Joyce Buñuel : Marie
- 2015 : Un parfum de sang de Pierre Lacan : Vanessa Versini
- 2020 : Meurtres en Pays cathare de Stéphanie Murat : Pauline Franchet
- 2020 : Big Five de Gilles de Maistre : Catherine Raimbaud
- 2022 : Le Grand Restaurant : La guerre de l'étoile de Pierre Palmade.
- 2022 : Tous Inconnus de Nicolas Hourès : Elle-même

#### Clips
- 2024 : Clip de la chanson T'en aller de Claudio Capéo, réalisé par Edie Blanchard

#### Jeu télévisé
- 2020 : District Z : participante

### Doublage
- 2012 : Terraferma d'Emanuele Crialese : Maria
- 2012 : Hara-Kiri : Mort d'un samouraï de Takashi Miike : Miho
- 2013 : Borgia : ? (saisons 1 et 2)
- 2018 : Pierre Lapin de Will Gluck : Flopsy[16]
- 2019 : Comme des bêtes 2 de Chris Renaud : Chloé[17]
- 2020 : Destiny 2 de Bungie : l'Exo inconnu[18]